# Capraia e Limite
Capraia e Limite là một đô thị ở tỉnh Firenze trong vùng Toscana, tọa lạc khoảng 20 km về phía tây của Florence. Tại thời điểm ngày 31 tháng 12 năm 2004, đô thị này có dân số 6.344 người và diện tích là 25 km².
Capraia e Limite giáp các đô thị sau: Carmignano, Empoli, Montelupo Fiorentino, Vinci.